# George Turner (homme politique)
Pour les articles homonymes, voir George Turner et Turner.
Sir George Turner, né le 8 août 1851 à Melbourne et mort le 13 août 1916 dans cette même ville, est un homme politique australien, ministre des Finances dans le premier gouvernement fédéral du pays.

## Biographie

### Débuts
Fils d'un père charpentier immigré d'Angleterre, il étudie à l'université de Melbourne et devient solliciteur (avocat). Il est élu conseiller municipal de la ville de St Kilda, et en est brièvement le maire de 1887 à 1888. En 1889 il est élu député à l'Assemblée législative du Victoria, comme candidat libéral-protectionniste. D'avril 1891 à janvier 1893, il est le ministre du Commerce extérieur et des douanes dans le gouvernement du Victoria que président successivement James Munro (en) et William Shiels (en) ; sous ce dernier, il est aussi Solliciteur général du gouvernement.

### Premier ministre du Victoria
Élu malgré lui chef du groupe parlementaire libéral en août 1894, il mène son parti à une large victoire inattendue aux élections législatives victoriennes en septembre, et devient Premier ministre du Victoria. Il est le premier natif d'Australie à occuper ce poste. Il hérite des suites d'une crise financière, et se nomme ministre des Finances de son propre gouvernement pour les résoudre : un immense déficit budgétaire, un niveau de chômage très élevé et un haut niveau d'émigration de Victoriens vers l'Australie-Occidentale. Il réduit alors drastiquement la dépense publique, réduisant le budget des infrastructures publiques, de l'éducation et de la défense, et crée un impôt sur le revenu progressif. Son gouvernement incorpore les banques privées dans la banque de dépôt publique du Victoria. En 1896, en réponse aux demandes des organisations syndicales et d'une campagne du journal The Age, il crée des commissions de garantie de salaires, pour mettre fin à l'exploitation des ouvriers. De nature plutôt timide et de comportement informel et agréable, il a peu de convictions fermement ancrées mais se montre généralement sensible aux intérêts des pauvres, et est peu apprécié des chefs de grandes entreprises.
En 1897, il est fait chevalier commandeur de l'ordre de Saint-Michel et Saint-Georges à l'occasion du jubilé de diamant de la reine Victoria, auquel il assiste à Londres. Réélu Premier ministre du Victoria en octobre, il maintient sa politique de rigueur budgétaire, réduisant les dépenses de santé publique et de maintien de l'ordre jusqu'à pouvoir enfin produire un budget excédentaire. Partisan d'une unification des six colonies britanniques d'Australie dont le Victoria, il participe à la convention fédérale de 1897-1898, puis préside en 1899 la réunion des Premiers ministres des six colonies à ce sujet. Il abolit par ailleurs le vote plural et, comme le souhaitent son parti et l'opinion publique, autorise les citoyens volontaires à s'engager auprès des forces britanniques pour la seconde guerre des Boers.

### Ministre fédéral des Finances
Le 30 novembre 1899, son gouvernement est déchu en perdant un vote de confiance initié par des opposants à l'unification. En novembre 1900, toutefois, il remporte les élections législatives victoriennes et mène un gouvernement de coalition des libéraux-protectionnistes et des travaillistes. En décembre 1900, il est choisi comme ministre des Finances pour le premier gouvernement fédéral, mené par Edmund Barton et qui entre en fonction le 1er janvier 1901. Il demeure brièvement conjointement Premier ministre du Victoria, et y introduit une loi instaurant à titre provisoire des pensions de vieillesse. En février 1901, il démissionne du gouvernement du Victoria pour se présenter aux premières élections législatives fédérales, en mars, où — bien que malade et épuisé durant plusieurs semaines — il est élu député protectionniste de Balaclava, un quartier de Melbourne, à la Chambre des représentants.
Première personne à être chargée du budget fédéral, il se montre « précautionneux », introduit les droits de douane fédéraux et, en accord avec le gouvernement dont il est membre, en fait la seule source de revenus du gouvernement fédéral, peu dépensier. Apprécié sur les bancs de tous les partis, il se voit proposer le poste de ministre des Finances dans le gouvernement travailliste formé en 1904 en provoquant la chute à la Chambre des représentants du gouvernement Barton. Il refuse, et refuse également peu après d'être vice-Premier ministre du gouvernement que forme le Parti pour le libre-échange, mais accepte d'y être le ministre des Finances. Ce gouvernement perd à son tour la confiance de la Chambre des représentants en juillet 1905, et George Turner ne brigue pas un nouveau mandat de député aux élections fédérales de 1906.
Il retourne à son métier d'avocat, et décède subitement d'une maladie cardiaque à son domicile à Melbourne en 1916.